# Морыгино
Моры́гино — деревня в Палехском районе Ивановской области России. Входит в состав Пановского сельского поселения.

## География
Расположена в восточной части Палехского района в 13,5 км к востоку от Палеха (15.5 км по дорогам), в 0,7 км к югу от автодороги М7 «Волга» Иваново-Нижний-Новгород. Деревня стоит на левом берегу речки Чернушка.

## Население
| 1859 | 1905 | 2010 |
| ---- | ---- | ---- |
| 24   | ↗95  | ↘7   |